# Frösunda station
Frösunda station är en station på Roslagsbanan i Frösunda i Vallentuna kommun. Den har två spår och en mittplattform. Den tidigare hållplatsen byggdes ut 2021 till en mötesstation med plattform mellan spåren. Antalet påstigande var under en genomsnittlig vintervardag 2022 cirka 60, vilket gör stationen till den minsta inom SL:s spårtrafik.